# نوده (همدان)
نوده (همدان)، روستایی از توابع بخش شرا شهرستان همدان در استان همدان ایران است.این روستا به این جهت اسم قره‌باغ را پیدا کرده که آذربایجانی‌های از از قره‌باغ روسیه به این دشت سرسبز آمدند و چون از قره باغ آذربایجان روسیه بودند اسم این روستا قره باغ گردید و اسم اقوام این روستا از قره باغ به حیدری تغییر  می کند و بعد از حیدری ها در قره باغی قومهای کوچکی مثل رحیمی ها و نظری ها و فرجی ها از جاهای دیگر به این روستا نقل مکان کرده اند.

## جمعیت
این روستا در دهستان چاه دشت قرار دارد و براساس سرشماری مرکز آمار ایران در سال ۱۳۹۵، جمعیت آن ۱۰۳ نفر (۶۳خانوار) بوده‌است.

نوده قرباغی . [ ن َدِ هَِ ق َ رَ ] (اِخ ) دهی است از دهستان شراء از بخش کبودرآهنگ شهرستان همدان ، در 28 هزارگزی جنوب شرقی کبودرآهنگ بر سر راه کوریجان به شراء در جلگه ٔ سردسیری واقع است و ۱۰۲ تن سکنه دارد. آبش از قنات ، محصولش غلات و انگور و حبوبات ، شغل مردمش زراعت و گله داری و قالی بافی است . (از فرهنگ جغرافیایی ایران ج 5).وجود یک قبرستان قدیمی در جنوب غرب این روستا  حکایت از قدمت دیرینه  روستای نوده قره باغی است متاسفانه بنا به گفته  بسیاری از ساکنین این روستا دو بنای دیگر یکی حمام قدیمی و دیگری مسجد جامع این روستا بی شک یکی از بهترین بنا های خشتی در روستا بوده که در سال های۶۳ _۱۳۶۰از میان برداشته شده است
قعله قدیمی روستای نوده قره باغی
این قعله متعلق است به عباس خان قره باغی که یکی از خان های روستای نوده قره باغی و میلاجرد است که در اصل ندیده ی سردار پناه علی خان جوانشیر از سرداران قره باغ است.